# Поповка (Родионово-Несветайский район)
Поповка — хутор в Родионово-Несветайском районе Ростовской области.
Входит в состав Болдыревского сельского поселения.

## География

### Улицы
- ул. Зелёная,
- ул. Луговая,
- ул. Центральная.

## Население
| 2010 |
| ---- |
| 54   |